# マイヒンゲン
マイヒンゲン (ドイツ語: Maihingen) はドイツ連邦共和国バイエルン州シュヴァーベン行政管区のドナウ＝リース郡に属す町村（以下、本項では便宜上「町」と記述する）で、ヴァラーシュタイン行政共同体を形成する自治体の一つである。

## 地理
マイヒンゲンはネルトリンガー・リース内に位置し、アウクスブルク開発計画地域に属す。

### 自治体の構成
この町は、公式には5つの地区 (Ort) からなる。このうち小集落や孤立農場などを除く集落を以下に列記する。
- マイヒンゲン
- ウッツヴィンゲン

## 歴史
この町は1251年に初めて文献上に記録されている。マイヒンゲンはツィンメルン修道院とエッティンゲン＝エッティンゲン伯（後にエッティンゲン＝ヴァラーシュタイン侯領およびエッティンゲン＝シュピールベルク侯領）の所領であり、1803年からはエッティンゲン＝ヴァラーシュタイン侯領に属した。1806年のライン同盟によりこの町はバイエルン領となった。

### 人口推移
- 1970年 1,049人
- 1987年 1,043人
- 2000年 1,224人

## 行政
町長はフランツ・シュティムプフレ (Wählergruppe Franz Stimpfle) である。彼は2002年にツェクル・フランツ (Wählergemeinschaft) からこの職を引き継いだ。

## 紋章
- マイヒンゲンの紋章:

| Wappen | 赤地に金色の斜め十字。それに被せて中央に銀の盾型があり、その中にはやはり斜めに組み合わされた2本の赤いクマの手が描かれている。この町の紋章は、何世紀にもわたってマイヒンゲンを含む地域を治めたエッティンゲン伯の紋章に由来する。マイヒンゲンの町域は当時、エッティンゲン家の家臣で、1273年に初めて文献に登場する「マイヒンゲン家」の本拠地であった。クマの手は、ホッホアルティンゲン城の紋章の間にも遺されており、おそらく「マイヒンゲン家」の紋章に由来するものと考えられている。 |

- ウッツヴィンゲンの紋章:

|  | Wappen |  | ウッツヴィンゲンの紋章の下部には、マイヒンゲン同様、赤地にエッティンゲン家の十字が描かれている。その上には、向かって左上から右下に銀と赤の斜め帯が5回入れ替わる形で描かれている。銀と赤の斜め帯は、何世紀も前に断絶したエルリヒスハウゼン家の紋章に由来する。 |

## 見所

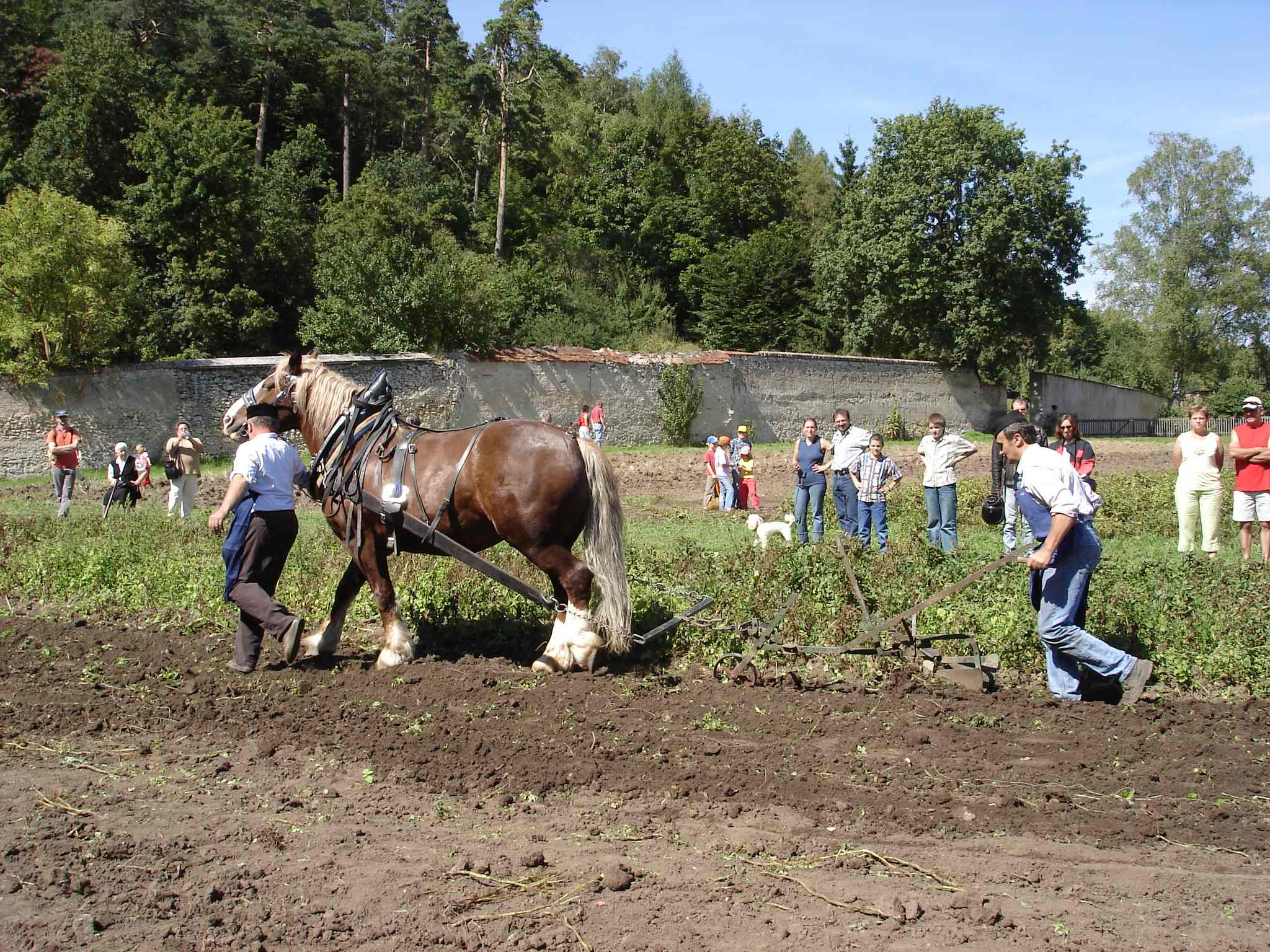
ジャガイモ祭

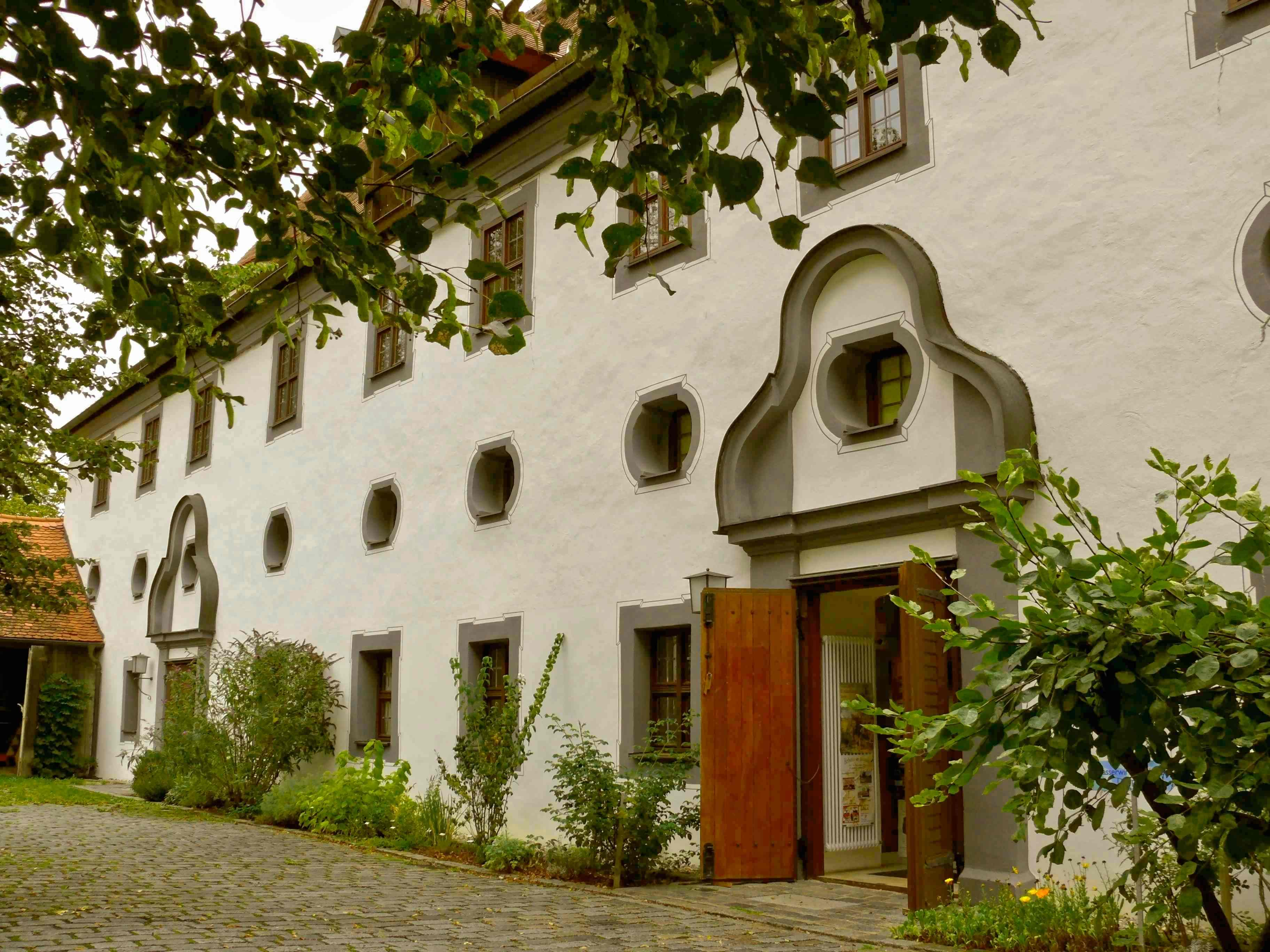
リース農民博物館
ネルトリンガー・リースの民族文化、日用文化を閲覧できる、シュヴァーベン行政管区の施設であるマイヒンゲン・リース農民博物館が1984年から開館している。2棟のバロック様式の修道院建築には、教育に適した状態でシュヴァーベン北部の地方文化が展示されている。旧農家での展示は、生活、暮らしと仕事、商品生産、医療看護に関する分野である。重点はリース地方で製作された彩色家具である。20世紀初頭のオリジナルな品を用いた、商店や牛乳屋、仕事場、教室、さらには1950年代から60年代頃の医者や歯医者の様子が再現されている。その他のテーマには、農民の衣装、「洗礼から死まで」、手工業、陶器の器、亜麻布加工、農作業などがある。
リースはバイエルンの穀倉地域であり、農作業はこの博物館の重点の一つになっている。修道院事務棟（1783年から85年の建造）で交替に展示されるのは150年以上にわたる農業経済の変遷である。品物以外にも歴史的な写真やビデオフィルム、演劇やナレーションによって、1800年から1950年のリースにおける農業の変遷を理解できるようになっている。また、亜麻やスペルトコムギ、現在は栽培されなくなった種類のジャガイモといった歴史的な農作物が栽培されている小さな博物館の畑を通り抜けることもできる。定期的に特別展や、手工業や農作業の実演あるい民謡演奏を伴う草刈り祭やジャガイモ祭といったイベントが開催され、さらには学校のクラスや子供会の参加イベントの様々な提案にも応えている。
マイヒンゲン修道院
この無原罪の御宿りに捧げられた修道院は、1427年にエッティンゲン伯ヨハンとその親族であるマイヒンゲン司祭コンラート・レーザーの提案に基づいて創設され、1472年にビルギッテ修道会に移された。1607年から1803年まではフランシスコ会修道院であった。1802年に世俗化によってエッティンゲン＝ヴァラーシュタイン家の所有に移され、1841年からは同家の図書館兼収蔵庫に転用されていた。この旧フランシスコ会修道院は1984年10月1日から Katholischen Evangelisationszentrums (KEM) の本部になっている。ここでは信仰を新たにしより深化させるためのコースやセミナーが開催されている。KEMは Gemeinschaft Lumen Christi に加盟している。
修道院教会
見所は、修道院教会玄関ホールの古典主義様式の小聖堂である。これはアウクスブルクの彫刻家イグナーツ・インゲルにより完成されたもので、元々は、エッティンゲン＝ヴァラーシュタイン侯クラフト・エルンストの最初の妻であるマリア・テレージア・フォン・ツルン・ウント・タクシス（1757年 - 1776年）を記念してホーエンアルトハイム城の庭園に建てられていたものである。教会内にはフィリップ・カール・フォン・エッティンゲン＝ヴァラーシュタイン（1722年 - 1766年）の墓碑もある。この墓碑のやはりイグナーツ・インゲルによって1789年に造られたもので、見事な肖像メダルがピラミッド型の碑に付けられたもので、同じメダルは石棺にも取り付けられている。この教会にはバロックオルガンもある。このオルガンは1734年から1737年に造られたもので、1988年から1990年にかけて改修が行われた。
マリアの被昇天教区教会
ウッツヴィンゲンの聖ゲオルク教区教会
ウッツヴィンゲン近郊のシェーナー・ベルク展望台
歩いて行くことのできるボダイジュの老木がある展望台ではネルトリンガー・リースを一望できる。
水利経済学習路
1993年から1996年の洪水対策、町の近代化、耕地整理の際にマウヒ川沿いの水利経済学習路が設けられた。その川床は狭く湾曲している。川の堤は平坦で湾曲が多いのだが、時には急勾配もある。自然の川床に沿って、広くなった箇所、狭くなった箇所、窪んだ堤、突き出した堤、所々にある深い甌穴など流れは自然に密着した外観を呈している。新しく設けられた遊歩道は、湿地特有の動植物を観察することもできる。薮、葦の茂み、草むらは単なるマウヒ川の環境というだけでなく、ここに定住しているダイシャクシギをはじめとする多くの動植物の生活圏になってもいるのである。
野原と村の学習路
野原と村の学習路はリース農民博物館協会、博物館所有者のシュヴァーベン行政管区、マイヒンゲン町が2000年に整備したものである。博物館横を出発点とし、魅力的なマウヒ川沿いを水車小屋までたどり、クロスターベルク付近を通ってマイヒンゲンに戻る、町の見所を巡る学習路である。マイヒンゲンの野原と町の学習路は特に地学上興味深い5つのリースの露頭が見られる。農業文化は畑地で、果樹文化は藁敷きの果樹園で学ぶことができる。この学習路は森や乾いた草原も、マウヒ川沿いの湿地沿いも通る。町の中では歴史や環境学について学ぶことができる。学習路に関する情報がある出発点はリース農民博物館の旧修道院事務棟の近くである。コースは、マウヒ川沿いが1.6km、クロスターベルク周辺が1.2km、町の中が2.5kmである。

## 引用
1. ↑  https://www.statistikdaten.bayern.de/genesis/online?operation=result&code=12411-003r&leerzeilen=false&language=de Genesis-Online-Datenbank des Bayerischen Landesamtes für Statistik Tabelle 12411-003r Fortschreibung des Bevölkerungsstandes: Gemeinden, Stichtag (Einwohnerzahlen auf Grundlage des Zensus 2011)
2. ↑  Bayerische Landesbibliothek Online